# Erzbistum Santa Fe de Antioquia
Das Erzbistum Santa Fe de Antioquia (lateinisch Archidioecesis Sanctae Fidei de Antioquia, spanisch Arquidiócesis de Santa Fe de Antioquia) ist eine in Kolumbien gelegene römisch-katholische Erzdiözese mit Sitz in Santa Fe de Antioquia.

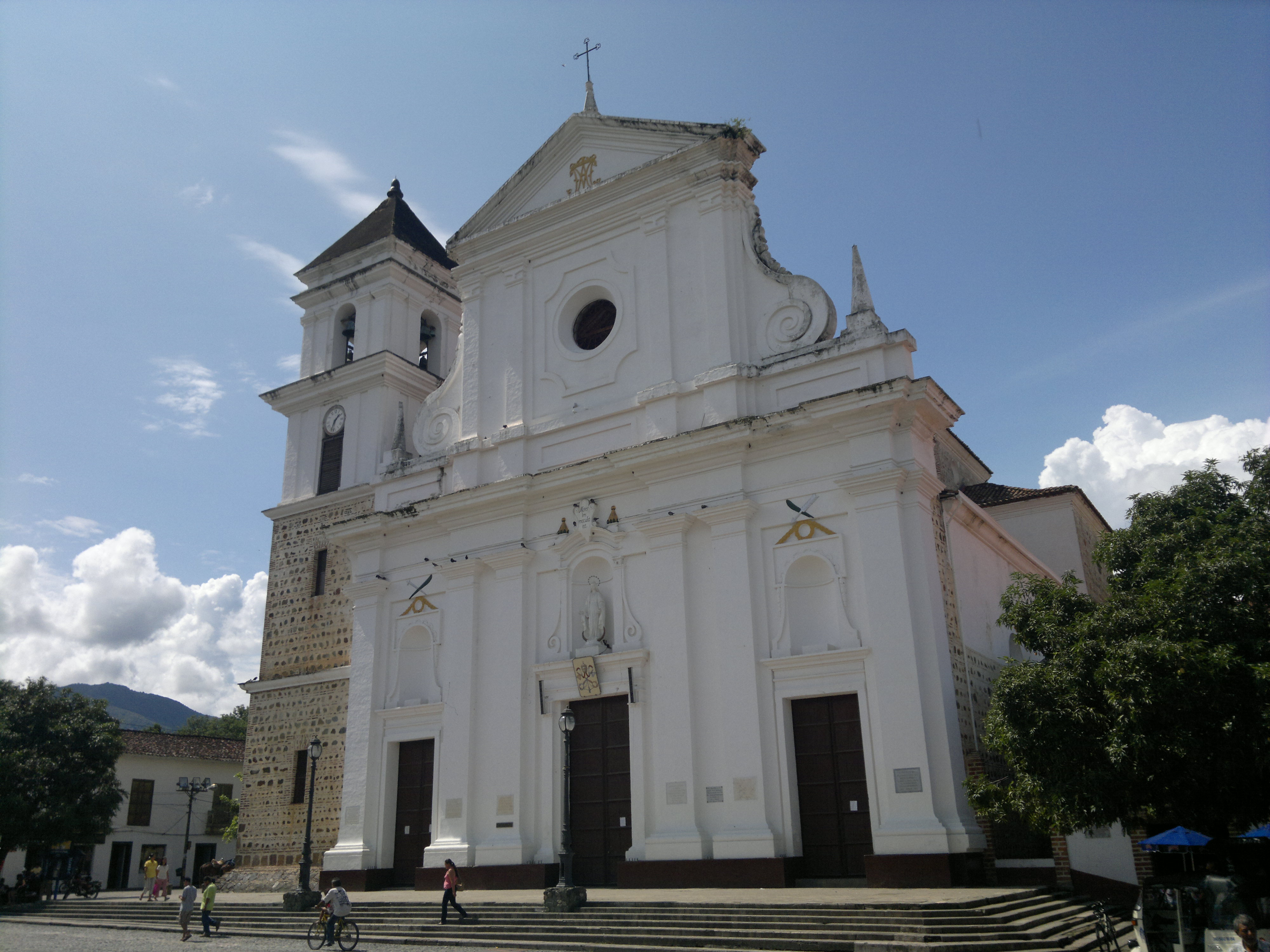
Kathedrale von Santa Fe de Antioquia

## Geschichte
Das Erzbistum Santa Fe de Antioquia wurde am 31. August 1804 durch Papst Pius VII. aus Gebietsabtretungen des Erzbistums Santafé en Nueva Granada sowie der Bistümer Cartagena und Popayán als Bistum Antioquía errichtet. Es wurde dem Erzbistum Santafé en Nueva Granada als Suffraganbistum unterstellt. Am 14. Februar 1868 gab das Bistum Antioquía Teile seines Territoriums zur Gründung des Bistums Medellín ab. Das Bistum Antioquía wurde am 24. Februar 1902 dem neuen Erzbistum Medellín als Suffraganbistum unterstellt. Weitere Gebietsabtretungen erfolgten am 28. April 1908 zur Gründung der Apostolischen Präfektur Chocó und am 5. Februar 1917 zur Gründung des Bistums Santa Rosa de Osos.
Am 5. Februar 1917 wurde dem Bistum Antioquía das Bistum Jericó angegliedert. Das Bistum Antioquía-Jericó wurde am 3. Juli 1941 wieder in die Bistümer Antioquía und Jericó geteilt. Am 14. November 1952 gab das Bistum Antioquía Teile seines Territoriums zur Gründung des Apostolischen Vikariates Quibdó ab. Eine weitere Gebietsabtretung erfolgte am 18. Juni 1988 zur Gründung des Bistums Apartadó.
Am 18. Juni 1988 wurde das Bistum Antioquía durch Papst Johannes Paul II. mit der Apostolischen Konstitution Spiritali sane zum Erzbistum erhoben und in Erzbistum Santa Fe de Antioquia umbenannt.

## Ordinarien

### Bischöfe von Antioquía
- Fernando Cano Almirante OFM, 1818–1825, dann Bischof der Kanarischen Inseln
- Mariano Garnica y Orjuela OP, 1827–1832
- José María Esteves, 1834–1835
- Juan de la Cruz Gómez Plata, 1835–1850
- Domingo Antonio Riaño Martínez, 1854–1866
- Joaquín Guillermo González, 1873–1883
- Jesús María Rodríguez Balbín, 1883–1891
- Juan Nepomuceno Rueda Rueda, 1892–1900
- José Villalba, 1900–1902
- Manuel Antonio López de Mesa, 1902–1908
- Maximiliano Crespo Rivera, 1910–1917, dann Bischof von Santa Rosa de Osos

### Bischöfe von Antioquía-Jericó
- Francisco Cristóbal Toro, 1917–1941

### Bischöfe von Antioquía
- Francisco Cristóbal Toro, 1941–1942
- Luis Andrade Valderrama OFM, 1944–1955
- Guillermo Escobar Vélez, 1955–1969
- Eladio Acosta Arteaga CIM, 1970–1988

### Erzbischöfe von Santa Fe de Antioquia
- Eladio Acosta Arteaga CIM, 1988–1992
- Ignacio José Gómez Aristizábal, 1992–2007
- Orlando Antonio Corrales García, 2007–2022
- Hugo Alberto Torres Marín, seit 2023[2]